# Alessandro Covi
Alessandro Covi (* 28. září 1998) je italský profesionální silniční cyklista jezdící za UCI WorldTeam UAE Team Emirates XRG.

## Hlavní výsledky
2015
6. místo Trofeo Città di Loano
Tour du Pays de Vaud
8. místo celkově
2016
vítěz Montichiari–Roncone
vítěz Grand Prix Bati-Metallo
Tour du Pays de Vaud
vítěz 1. etapy
Grand Prix Rüebliland
2. místo celkově
4. místo Ronde van Vlaanderen Junioren
2018
Tour de l'Avenir
vítěz 6. etapy
Giro Ciclistico d'Italia
8. místo celkově
2019
Giro Ciclistico d'Italia
4. místo celkově
2020
2. místo Giro dell'Appennino
8. místo Coppa Sabatini
9. místo Brabantský šíp
2021
2. místo Coppa Bernocchi
Giro di Sicilia
3. místo celkově
 vítěz soutěže mladých jezdců
3. místo Coppa Ugo Agostoni
5. místo Clásica de San Sebastián
5. místo Giro del Veneto
7. místo Circuito de Getxo
9. místo Tre Valli Varesine
2022
vítěz Vuelta a Murcia
Vuelta a Andalucía
 vítěz bodovací soutěže
vítěz 2. etapy
Giro d'Italia
vítěz 20. etapy
3. místo Trofeo Laigueglia
9. místo Grand Prix La Marseillaise
9. místo Gran Piemonte
10. místo Giro dell'Appennino
2023
3. místo Trofeo Laigueglia
2024
7. místo Vuelta a Murcia

### Výsledky na Grand Tours
| Grand Tour      | 2021 | 2022 | 2023 |
| --------------- | ---- | ---- | ---- |
| Giro d'Italia   | 38   | 45   | DNF  |
| Tour de France  | —    | —    | —    |
| Vuelta a España | —    | —    | —    |

| —   | Nezúčastnil se |
| DNF | Nedokončil     |